# 阿其克乡 (岳普湖县)
阿其克乡（維吾爾語： ئاچچىق  ‎，拉丁维文：Achchiq，“苦”之意），是中华人民共和国新疆维吾尔自治区喀什地区岳普湖县下辖的一个乡镇级行政单位。

## 行政区划
阿其克乡下辖以下地区：
艾山铁米村、阿热买里村、其色日克村、托玛村、巴扎村、吾斯塘博依村、玛江库木村、努开勒村、纳格热恰勒迪村、亚博依村、阿亚克帕万村、欧吐拉帕万村、尤库日帕万村、贝勒克其村和昆都孜村。